# Borda de Miquel (Aramunt)
La Borda de Miquel és una borda del municipi de Conca de Dalt, dins de l'antic terme d'Aramunt, pertanyent al poble d'Aramunt.
És a ponent d'Aramunt, i una mica al nord, a llevant de la Casanova, tocant a les partides de Santa Maria d'Horta, les Malpodades, el Tros d'Ací i l'Abadal, a la dreta del barranc dels Clops.